# Нагорный парк (Санкт-Петербург)
Нагорный парк — пейзажный парк, занимающий Ореховую гору (174,2 м) на Дудергофских высотах в Красносельском районе Санкт-Петербурга.

## Владельцы
- Императрица Александра Фёдоровна (1826—1860)
- Великий князь Михаил Николаевич (1860—1909)
- Великие князья Михаил, Георгий, Александр, Сергей (Михайловичи) (1909—1917)

## История
В 1826 году император Николай I передал Дудергофские горы и шесть прилегающих к ним селений в собственность своей супруге Александре Федоровне. В том же 1826 г. по рисунку, который императрица передала архитектору Собственной Его Величества конторы З. Ф. Дильдину рисунок дома её дяди в Фишбахе (Нижняя Силезия). По образу этого дома под руководством Дильдина на Ореховой горе для императрицы был построен «Швейцарский домик». Согласно сохранившейся описи от 17 марта 1833 года, «Швейцарский домик» представлял собой двухэтажное деревянное здание на каменном цоколе, окружённое деревянной галереей и крытое тёсом. «Швейцарский домик» описан в воспоминаниях полковника Ф. Гагерна, члены свиты голландского принца Александра Оранского, который бывал в гостях у императрицы в Дудергофе, и записках В. В. Гаффнера, адъютанта при шведском принце Оскаре-Фридрихе. Современники описывали виллу императрицы как столь же живописное место, как «красивейшие долины Норвегии или Швейцарии».
Работу по созданию парка в имении поручили садовому мастеру Томасу Грею. Для имения были привезены из-за границы и высажены 120 деревьев бука. В парке также растут бук, лиственница, ясень, каштан, орешник, пихта, дуб, вяз, клён, калина, серебристая ива, смородина, жимолость альпийская, сирень, и др. При императрице всем посетителям было запрещено охотится в парке и окрестностях имения.

### После Октябрьской революции
После Октябрьской революции бывшая вилла императрицы использовалась как дом отдыха. В годы Великой Отечественной войны «Швейцарский домик» сгорел вместе со многими другими постройками Красного Села. о наших дней дошёл только фундамент здания, он находится по адресу: пр. 25 Октября, д. 18.
Решением Ленгорисполкома № 849 от 31.10.1988 Нагорный парк признан памятником архитектуры.

## Комментарии
1. ↑  Некоторые источники называют автором проекта архитектора Андрея Штакеншнейдера[1][2].